# 한서교통
한서교통(韓瑞交通)은 서울특별시의 시내버스 회사이고, 본사는 서울특별시 송파구 헌릉로 869 (장지동) 송파공영차고지 내에 있다.
대표번호 (02-407-8505)

## 역사 및 현황
1970년 10월 15일에 서울승합으로부터 뚝섬영업소를 분리하면서 서울특별시 성동구 성수동에서 설립하였다. 1986년 4월 1일 주사무소를 성수동에서 가락지구 602-1로 이전하였다. 개편 전 차고지는 서울특별시 송파구 거여동 28-2(거여역 인근)에 위치해 있었으며, 인근에는 송파상운의 차고지가 위치해 있었다. 2004년 서울특별시 송파구 장지동에 송파공영차고지가 들어서면서 본사 사무소를 공영차고지 내로 이전하였다.

## 운행 노선
2023년 5월 13일 기준이다.
| 운행노선 | 운행구간 | 운행구간 | 운행구간         | 배차간격 (분) | 인가 대수 | 비고                                      |
| -------- | -------- | -------- | ---------------- | ------------- | --------- | ----------------------------------------- |
| 350번    | 복정역   | ↔        | 노들역           | 8~13          | 26        | 363번 단축                                |
| 3217번   | 복정역   | ↔        | 어린이대공원     | 7~11          | 29        | 구 65번                                   |
| 3313번   | 복정역   | ↔        | 잠실리센츠아파트 | 7~11          | 9         | 구 815번. 대성운수와 공동배차로 운행한다. |
| 3322번   | 복정역   | ↔        | 잠실종합운동장   | 7~12          | 19        | 구 69번 단축, 3218번 단축, 3418번 단축    |

## 이전 보유 노선

### 간선버스
- ● 363번: 송파공영차고지 - 여의도 (간선버스): 350번으로 노선 단축 및 노선 번호 변경.

### 지선버스
- ● 3218번: 송파공영차고지 - 건대입구역 (지선버스): 3418번으로 노선 단축 및 노선 번호 변경.
- ● 3416번: 송파상운 종점 - 수서역 (이 노선은 송파상운과 공동배차 하였으나 지선버스 3012번 증차를 위해 철수) <구 821번>
- ● 3418번: 송파공영차고지 - 삼성역 <구 69번 단축, 3218번 단축> 현 3322.
- ● 3420번: 송파공영차고지 - 구반포역 <구 3423번 연장, 3012번 단축> (2023년 3월 1일부로 공동 배차 운행 철수)

### 개편 전 노선
- 구 68번: 거여동 - 고속터미널 (도시형버스): 2004년 개편 후 진화운수에 이관하여 3422로 운행 중.

## 보유 차량
- 하이거 버스 - 하이거 하이퍼스
- 현대자동차 - 뉴 슈퍼 에어로시티, 저상 뉴 슈퍼 에어로시티, 일렉시티

## 갤러리

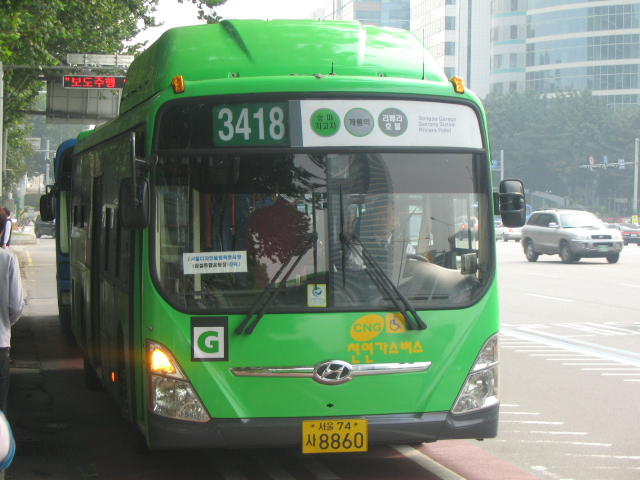
서울시내버스 구 3418번 (현 3322번)